# Ecclésiologie
L’ecclésiologie (étymologiquement « étude de l'Église ») est une branche de la théologie chrétienne qui étudie les origines du christianisme et, d'un point de vue croyant, le rôle de l'Église dans l'histoire du salut. Cette Église est formée par les fidèles, unis dans le baptême et dans la foi en la Résurrection du Christ : ils constituent une « assemblée », l'ekklesia (Εκκλησία).
Dans une perspective historique, l’ecclésiologie traite de l'évolution de ces « assemblées » qui sont devenues des Églises en tant qu'institutions, avec leurs structures et leurs hiérarchies propres. Il existe ainsi une ecclésiologie catholique, une ecclésiologie orthodoxe, une ecclésiologie protestante, et, depuis la seconde moitié du XXe siècle, une ecclésiologie œcuménique ou interconfessionnelle.
L'ecclésiologie entretient des rapports étroits avec la théologie pastorale, qui réfléchit à l'engagement ecclésial chrétien, et le droit canonique, quand il en existe un, certaines Églises préférant parler de « discipline de l'Église ».

## Présentation
Les grandes périodes de réflexion ecclésiologique ont été :
- le Moyen Âge, au cours de la longue confrontation entre l'Empereur et le pape ;
- au XVIe siècle, la Réforme, qui aboutit à l'émergence des Églises protestantes et la Réforme catholique, mise en route par le concile de Trente ;
- le XIXe siècle, avec l'école de Tübingen : la dimension spirituelle et charismatique de l'Église prend le pas sur son organisation juridique et en termes de pouvoir ;
- le concile Vatican II pour le catholicisme, qui remet en cause l'ecclésiologie monarchique jusque-là dominante, et rend au « peuple de Dieu » sa place centrale dans le mystère du salut.

L'œcuménisme s’attelle à comprendre et résoudre les problèmes existant entre les diverses Églises. Ainsi, le dernier document de Foi et Constitution, « cherche à exprimer des convictions communes sur l'Église, sa nature et sa mission, et à identifier les problèmes ecclésiologiques qui continuent à diviser les Églises aujourd'hui ».

## L’ecclésiologie catholique avant le concile Vatican II

### L'appareil institutionnel
Dans l’histoire de l’Église, les premiers traités ecclésiologiques sont des traités de droit canonique sur l’autorité du pontife romain. Ils apparaissent dès le début du XIVe siècle, avec le commencement du processus de la formation des États souverains, comme une réponse à une exigence de la part de l’Église catholique de se définir par rapport au nouveau pouvoir politique. C’est à cette époque, qu’on peut faire remonter la compréhension de l’Église en terme sociétaire : l’Église comme société structurée, avec une hiérarchie, un corps social distinct du corps politique. Ces traités théologiques insistent surtout sur ce qui structure ce corps et le rend souverain par rapport à son interlocuteur, l’État souverain.
Cependant, avec la Réforme protestante du XVIe siècle, la place et le sens de l’appareil institutionnel ainsi que la légitimité de l’autorité papale sont mis en cause et cela, au nom même de l’ecclésiologie. En effet, les réformateurs dans leur ensemble cherchent à rétablir le règne du Christ contre le règne d’une Église qu’ils estiment prise dans son système de lois, de pratiques, d’autorité cléricale, parfaitement personnifié par le pape et son pouvoir monarchique. Pour eux, ce qui unit les chrétiens, rappellent-ils sans cesse, ce n’est pas le corps visible, extérieur, structuré, mais c’est le Christ lui-même. La véritable Église ne peut résider dans l’institution corrompue que les réformateurs ont sous les yeux. Elle se définit comme « une assemblée de tous les croyants en Christ sur terre », « une communauté ou assemblée de saints dans la foi », un sancta fidelium congregatio.
Par opposition aux réformateurs qui affirmaient l’invisibilité essentielle de l’Église, la réponse catholique de la Contre-Réforme insiste sur l’aspect extérieur : même dans l’ordre visible, l’Église prouve qu’elle est la véritable Église de Jésus-Christ. À cet égard, l’exemple est la définition du cardinal Bellarmin « l’Église est une assemblée aussi visible et palpable que le sont l’assemblée du peuple romain, ou le royaume de France, ou la république de Venise ». Depuis lors, l’ecclésiologique catholique s’est surtout attachée « à prouver la visibilité de l’Église, résumée dans le pape, à faire comprendre que l’Église est le signe visible de Dieu, l’étendard que Dieu dresse sur la montagne sainte pour montrer à l’humanité errante le droit chemin ».
Face à la société nouvelle issue des Lumières et de la Révolution française, l’Église catholique, dans l’intention d’y résister, s’est présentée comme « société parfaite ». Cette qualification avait pour but d’assurer l’indépendance totale de l’Église vis-à-vis de la société : « ce royaume de Dieu, écrit Pie IX, est le royaume d’une société parfaite qui se règle et se gouverne selon ses propres lois et son propre droit, par ses propres chefs ».

### Exprimer la réalité de la foi
Cette position prise par l’ecclésiologie catholique au cours des siècles pratiquement jusqu’au concile et qui insiste sur la dimension institutionnelle de l’Église, sur sa visibilité, comme l’ont fait remarquer plusieurs théologiens du XXe siècle, est insatisfaisante car ces expressions n’exprimaient pas tout ce qui peut être dit sur l’Église ; et même, son mystère le plus intime, sa propre essence, n’y étaient pas dévoilés. Au contraire, si on prend l’État comme analogue premier de l’Église, nous avons pour effet de mettre l’accent sur la réalisation organisationnelle de celle-ci. Et le danger devient que le chrétien individuellement considère l’Église comme une organisation juridique dressée en face de lui, de la même manière que l’État. Ainsi, pour Yves Congar, il s’agit surtout de la manière de poser la question ecclésiologique qui est erronée parce que le concept naturel de société, terme emprunté dans le domaine juridique, fait que la dimension surnaturelle de l’Église passe forcément au deuxième plan.
En conséquence, déjà à partir de Möhler et Newman au XIXe siècle, et, par la suite, avec de nombreux autres théologiens du XXe siècle, on commence à percevoir la nécessité d’une part, de pouvoir souligner davantage la dimension surnaturelle l’Église, sa réalité de foi, et d’autre part, de trouver une solution conceptuelle qui vise à dépasser cette dichotomie Église visible-Église invisible, « société organisée d’une part et corps mystique d’autre part », en reconnaissant toutefois l’existence de la dualité. Une tâche nouvelle se pose alors à l’ecclésiologie, « il s’agit d’embrasser à nouveau, d’un seul regard, l’aspect intérieur et l’aspect extérieur de l’Église, pour en faire l’unité ». Analysons comment l’ecclésiologie catholique moderne a cherché à y répondre.

## L'ecclésiologie catholique moderne

### L’encycliqueMystici Corporis Christi
Avant d’aborder de quelle manière Vatican II a cherché à répondre à ces problématiques, il faut souligner une étape importante de la réflexion ecclésiologique au sein de l’Église catholique d’avant le Concile avec la parution, en 1943, de Mystici Corporis Christi. Par cette encyclique, le pape Pie XII, avec l’introduction de l’expression « corps mystique du Christ », va à l’encontre d’une compréhension ecclésiologique purement juridique de l’Église, en donnant une nouvelle approche christocentrique, et d’autre part, ne met plus l’accent uniquement sur la visibilité de l’Église. Cela dit, toute la difficulté de cette encyclique devient alors d’articuler les deux aspects, la dimension surnaturelle et la dimension naturelle, le corps mystique et la société hiérarchisée, dans le souci de ne pas tomber dans la tendance protestante qui marquerait davantage une césure et une conception purement spirituelle du corps mystique. Risque que les rédacteurs principaux de l’encyclique ont cherché à maîtriser, mais pour lequel selon Congar et Tihon, la réussite n’a pas été brillante car, au fond, pour éviter ce danger ils ont gardé la notion de société comme concept porteur.

### Vatican II
Les concepts « sacrement-mystère » qui apparaissent dès le titre du premier chapitre et dans le premier article de Lumen Gentium, révolutionnent la manière de poser la question ecclésiologique et, par leur emplacement, deviennent des concepts porteurs, « la porte d’entrée » de l’ecclésiologie catholique moderne, répondant aux problématiques énoncées auparavant. Afin de mieux comprendre la portée ecclésiologique de ces deux termes, dans un premier temps, nous abordons comment le concile Vatican II s’appuie sur toute la richesse de la tradition pour en donner le sens ; dans un deuxième temps, le processus de l’élaboration du texte conciliaire qui a conduit au choix de cet emplacement et dans un troisième temps, quelques conclusions.

### LeMysterion
Dans les études de Smulders et de Congar sur la question, « pour dépasser ce que le concept d’Église de la théologie traditionnelle de l’École avait pétrifié, d’étroit et d’unilatéral », la solution proposée par Vatican II n’est pas de nier la tradition, mais au contraire d’en saisir toute sa richesse en retrouvant le sens biblique et patristique de ces termes. En effet, le mot « sacramentum » est à rapprocher du mot « mysterium » car le mot « mysterium » est la transcription et le mot « sacramentum », la traduction, d’un même terme grec celui de « mysterion ». Or, le mystère au sens paulinien et patristique du terme est l’œuvre du salut que Dieu réalise dans le monde et qui se dévoile dans sa réalisation même. Le mot « mystère » appelle celui de « révélation », car à son origine le mystère est l’intention secrète que Dieu a sur le monde et qu’il fait connaître progressivement dans l’Ancien Testament et pleinement dans son Fils Christ Jésus. 
Selon ce sens donné au mot « mystère », la tradition patristique appelle « sacrements », les événements de l’histoire lus comme intervention de Dieu. Ainsi le sacrement, au sens large, est une réalité humaine qui réalise et manifeste une intervention de Dieu dans notre monde pour le salut des hommes. Il a une face visible (le signifiant) et une face invisible (le signifié). Comme réalité du monde, il est objet d’analyses rationnelles ; comme réalité divine, il est objet de la foi. Il importe cependant de ne pas juxtaposer les deux réalités, mais de bien voir que l’on n’atteint le signifié que par le signifiant. La réalité visible est lue dans la foi comme action salutaire. Partant de ce sens du « mysterium » on dira de l’Église que sa nature intime est cachée, mais elle se manifeste, bien que non sans ombres, dans l’ecclesia catholica concrète et visible. Le concept de sacrement devient ainsi un moyen conceptuel pour mettre en lumière le mystère de l’Église qui est caché dans sa figure visible et qui ne peut être saisi que dans la foi. Regardons maintenant, comment ces termes sont entrés dans le processus de l’élaboration du texte conciliaire.

### L'«Église-sacrement» à Vatican II
La définition de l’Église comme mystère-sacrement n’était pas évidente d’entrée de jeu, même dans la commission préparatoire du concile. En effet, dans le texte préparatoire élaboré de façon déterminante par S. Tromp, on ne trouve rien d’une vision sacramentelle. Et lors des discussions dans l’aula conciliaire, en décembre 1962, ce schéma fit l’objet de critiques en raison de son triomphalisme, de son cléricalisme et de son juridisme. Il faut se rappeler, d’ailleurs, que circulaient déjà des schémas « clandestins » dans l’aula conciliaire, écrits par des techniciens qui contestaient cette approche. Beaucoup de Pères conciliaires demandèrent alors que l’aspect juridique de l’Église s’efface davantage devant sa nature comme « mystère ou sacrement ». C’est ainsi qu’on assiste à un remodelage du texte pendant la 1re intersession, selon le projet de G. Philips, qui s’ouvre sur le thème de l’Église comme mystère et sacrement : la structure du plan de Tromp est complètement changée.
Cette volonté des Pères conciliaires, en refusant le schéma de la commission préparatoire de Vatican II pour mettre au centre le mystère de L’Église, reflète la volonté d’opérer un renversement ecclésiologique. En effet, le premier chapitre de la constitution qui devait s’appeler « la nature de l’Église », a été modifié pour souligner le caractère surnaturel de l’Église et pour éviter le risque d’en rester à un registre purement humain, sociologique. Cela dit, Vatican II n’a pas rompu avec la compréhension ecclésiologique antérieure de « la société parfaite » qui accentuait l’indépendance par rapport à l’État, mais celui-ci n’est plus le ‘concept porteur’ comme avant le concile, car ce n’est plus par cette « porte d’entrée » qu’on aborde le sujet. Lumen Gentium débute avec le titre « le mystère de l’Église », c’est-à-dire, l’Église se fait à partir du plan de Dieu et c’est à ce titre qu’elle se réalise comme société. Nous pouvons noter l’importance de l’emplacement de ces termes, ce qui est aussi théologiquement décisif que les énoncés particuliers de la constitution. Que pouvons-nous en conclure ?

### Conséquences
Par la redécouverte de toute l’ampleur des concepts « mystère » et « sacrement », d’une part, et d’autre part, par l’emplacement de ceux-ci dans le discours ecclésiologique, nous arrivons à avoir enfin « ce seul regard sur l’ensemble » si nécessaire, et qui à la fois donne sa juste place à l’élément divin, sa primauté, tout en tenant compte aussi de cette dualité constitutive de l’Église. Ainsi nous pouvons observer comment ces concepts permettent à cette ecclésiologie de maintenir ensemble ce qui était faussement séparé. Premièrement, le terme sacrement devient le moyen conceptuel destiné à exprimer la structure pluridimensionnelle de l’Église, le fait que l’Église est une réalité complexe faite de réalités visibles et cachées, humaines et divines ; dans l’Église visible est présent un mystère qui ne peut être saisi que dans la foi. À l’aide du terme sacrement on entend donc écarter aussi bien une vision spiritualiste de l’Église qu’une vision naturaliste et purement sociologique. Ce qui de l’Église est visible est lui aussi constitutif de l’Église ; cela fait partie de l’Église véritable. L’Église n’est plus du tout simplement identifiée à l’institution ecclésiale comme elle l’avait été souvent depuis le Moyen âge, mais en accentuant le concept de l’Église comme mystère, sa dimension et ses réalités spirituelles dépassent les données institutionnelles : Vatican II, grâce à la notion de sacrement, est parvenu à une synthèse incluant la vision spirituelle et la vision institutionnelle de l’Église. Deuxièmement, comme nous l’a fait noter le théologien protestant A. Birmelé en parlant de Lumen Gentium, ces conclusions sont confirmées par le plan même de la constitution qui est aussi théologiquement probant : « …cette constatation ne découle pas seulement des passages de Lumen Gentium où l’Église est explicitement appelée sacrement, mais elle s’impose lorsque l’on considère la Constitution sur l’Église ». […] « L’Église est comprise sous ces deux aspects, sous celui de « Mystère » d’une part et sous celui de « peuple de Dieu » et qui qualifient tous deux l’ensemble de l’Église comme « sacrement », […] « l’aspect mystère servant à expliquer avant tout le côté divin du sacrement, alors que l’aspect peuple de Dieu met essentiellement en évidence le côté historique et humain du sacrement ». Ainsi ces deux aspects sont unis grâce au langage sacramentel et développés l’un à la suite de l’autre dans les deux premiers chapitres de Lumen Gentium : le premier chapitre en faisant une ecclésiologie « d’en haut » tandis que le second chapitre « poussé par le même souci d’unité », en fait une ecclésiologie « d’en bas ».